# Kevin Hayes
Kevin Hayes (Dorchester, Massachusetts, 8 de mayo de 1992), apodado Hollywood, Haysey o Big Cat, es un jugador profesional estadounidense de hockey sobre hielo que se desempeña en la posición de extremo izquierdo en Pittsburgh Penguins, equipo de la National Hockey League (NHL).

## Carrera
Fue seleccionado en la primera ronda en la NHL Entry Draft de 2010. En 2014 hizo su debut profesional con el equipo New York Rangers, en el cual jugó cinco temporadas (2014-2018), después pasó a Winnipeg Jets (2018-2019), luego a Philadelphia Flyers (2019-2023), posteriormente a St. Louis Blues, donde lleva jugando una temporada. El 29 de junio de 2024 es traspasado a los Pittsburgh Penguins.